# Moreel
Moreel is de geestesgesteldheid, geestelijke weerbaarheid, moed, werkkracht of strijdlust die in moeilijke omstandigheden door een individu of groep wordt getoond. Moreel betekent zedelijke kracht, zedelijke moed, zelfvertrouwen of de wil om door te zetten.
Moreel als zelfstandig naamwoord is niet hetzelfde als moraal, dat zedenleer betekent. Onder invloed van het Frans wordt dit onderscheid soms over het hoofd gezien. Voornamelijk in de wielersport wordt in het jargon van de coureurs en de sportjournalisten de term moraal wel gebruikt in dezelfde betekenis als moreel. In de woordenboeken wordt dit gebruik niet, in de literatuur wel afgekeurd. Aangezien moraal in deze betekenis niet algemeen is en alleen in een beperkte groepstaal voorkomt, wordt er aangeraden de betekenissen uit elkaar te houden. Moreel als bijvoeglijk naamwoord hoort wel ook bij moraal'.

## Geschiedenis
Moraal is in de zestiende eeuw via het Franse morale ontleend aan het Latijnse moralis. Aanvankelijk werd het in het Nederlands als zelfstandig naamwoord (zedenleer, zedenles) en als bijvoeglijk naamwoord (zedelijk) gebruikt. Naast moraal is later de vorm moreel, met een gewijzigd achtervoegsel, in gebruik gekomen. Deze vorm heeft het bijvoeglijk naamwoord moraal geheel verdrongen (morele verplichting) en ook het zelfstandig naamwoord in de betekenis zedelijke kracht.